# Legend of the Liquid Sword
Albums de GZA
Beneath the Surface
(1999) Grandmasters
(2005)
Legend of the Liquid Sword est le quatrième album studio de GZA (sous le nom GZA/Genius), sorti le 10 décembre 2002.
Le titre de l'album fait référence à un film hongkongais de kung-fu réalisé par Wong Jing en 1993 et intitulé Legend of the Liquid Sword.
Dans les chansons Did Ya Say That et Knock Knock, GZA parle de la politique des labels discographiques et des problèmes qu'il a rencontrés avec les maisons de disques, notamment en matière d'objectifs artistiques.
L'album s'est classé 21e au Top R&B/Hip-Hop Albums et 75e au Billboard 200.

## Liste des titres
| No  | Titre                      | Contient un (des) sample(s) de                               | Durée |
| --- | -------------------------- | ------------------------------------------------------------ | ----- |
| 1.  | Intro                      |                                                              | 0:42  |
| 2.  | Auto Bio                   | Belle De Jour de Saint Tropez                                | 3:54  |
| 3.  | Did Ya Say That            | Run Tank Run de Booker T. and the M.G.'s                     | 3:54  |
| 4.  | Silent                     |                                                              | 2:41  |
| 5.  | Knock, Knock               | I Must Be Living for a Broken Heart des Spinners             | 3:34  |
| 6.  | Stay in Line               |                                                              | 4:02  |
| 7.  | Animal Planet              | Man's Temptation d'Isaac Hayes                               | 4:16  |
| 8.  | Fam (Members Only)         | Between Her Goodbye and My Hello de Gladys Knight & the Pips | 4:10  |
| 9.  | Legend of the Liquid Sword | Razzamatazz de Quincy Jones                                  | 3:37  |
| 10. | Fame                       |                                                              | 3:45  |
| 11. | Highway Robbery            |                                                              | 4:00  |
| 12. | Luminal                    | The Dexterity of Luck de June of 44                          | 2:59  |
| 13. | Sparring Minds             |                                                              | 2:48  |
| 14. | Rough Cut                  |                                                              | 3:05  |
| 15. | Uncut Material             | Living in the World Today de GZA                             | 2:58  |